# Meliana
Meliana é um município da Espanha na província de Valência, Comunidade Valenciana. Tem 4,7 km² de área e em 2021 tinha 10 926 habitantes (densidade: 2 324,7 hab./km²).

## Demografia
| Variação demográfica do município entre 1991 e 2004 | Variação demográfica do município entre 1991 e 2004 | Variação demográfica do município entre 1991 e 2004 | Variação demográfica do município entre 1991 e 2004 |
| --------------------------------------------------- | --------------------------------------------------- | --------------------------------------------------- | --------------------------------------------------- |
| 1991                                                | 1996                                                | 2001                                                | 2004                                                |
| 9149                                                | 9120                                                | 8988                                                | 9253                                                |